# District d'Acopía
Au Pérou, le district d'Acopía est l’un des sept districts de la province d'Acomayo située dans le département de Cusco.